# Mordent (tints)

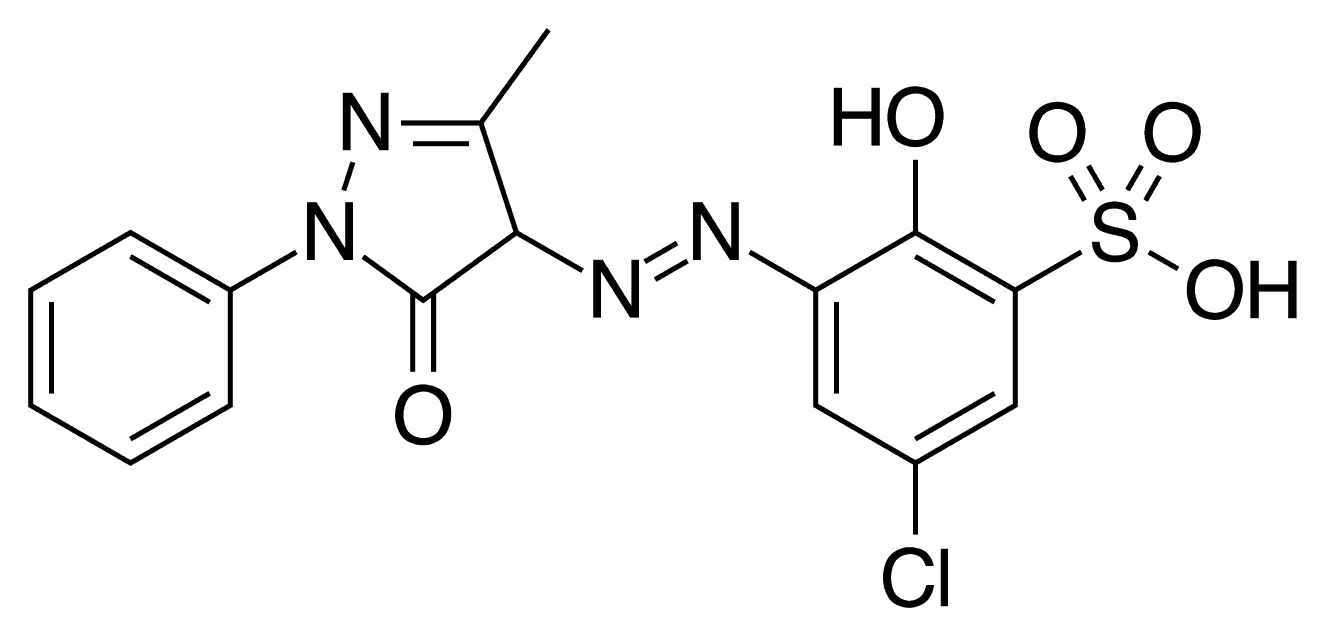
Mordent roig 19 és un típic mordent de tints.

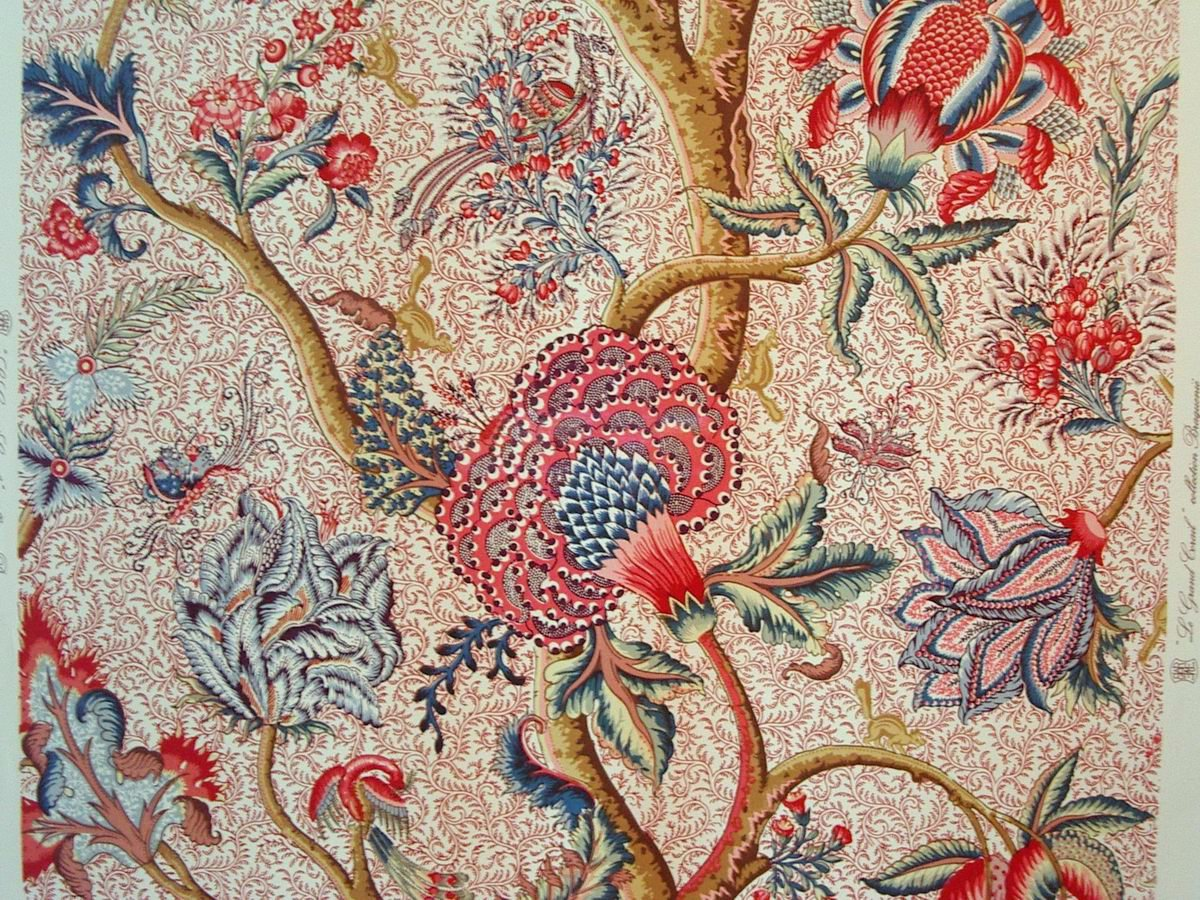
Un teixit amb mordents, Indianes

Un mordent o fixador del tint és una substància usada per fixar tints en els teixits formant un complex de coordinació amb el tint, el qual s'uneix al teixit. Pot ser usat per teixir teixits o per intensificar taques en preparats cel·lulars o teixits. Tal com s'aplica als tèxtils, els mordents són principalment d'interès històric perquè l'ús de colorants mordents ha estat àmpliament desplaçat per substantius dels tints (colorants directes).
El terme mordent prové del llatí mordere, "mossegar". En el passat, es pensava que un mordent ajudava a mossegar el colorant a la fibra perquè es mantingués durant el rentat. Un mordent sol ser un ió de metall polivalent, sovint crom (III). El complex de coordinació resultant del colorant i l'ió és col·loidal i pot ser àcid o  alcalí.

## Mordents comuns
Els mordents inclouen àcid tànnic, alum, alum de crom, clorur sòdic, i determinades sals d'alumini, crom, coure, iode, potassi, sodi, tungstè i estany.